# مود غيليت فيليبس
مود غيليت فيليبس (بالإنجليزية: Maude Gillette Phillips)‏ هي ناقدة أدبية وكاتِبة أمريكية، (ولدت في سبرينغفيلد في الولايات المتحدة 1860 – 1951 م).